# Sulpicio Acquaviva d'Aragona
Sulpicio Acquaviva d'Aragona (falecido em 1494) foi um prelado católico romano que serviu como bispo de Conversano (1483–1494) e bispo de Bitetto (1482–1483).

## Biografia
No dia 26 de abril de 1482, Sulpicio Acquaviva d'Aragona foi nomeado pelo Papa Sisto IV como Bispo de Bitetto. A 17 de fevereiro de 1483, foi nomeado pelo Papa Sisto IV como Bispo de Conversano. Sulpicio d'Aragona serviu como Bispo de Conversano até à sua morte, em 1494.